# Steve Clarke
Stephen Clarke (Saltcoats, 29. kolovoza 1963.) bivši je škotski nogometaš koji je trenutačno nogometni trener. Trenutno je izbornik Škotske.
Clarke je tijekom svoje igračke karijere nastupao za Beith Juniors, St Mirren i Chelsea. S Chelseajem je uspio osvojiti tri značajna naslova, od kojih se najviše ističe Kup pobjednika kupova u sezoni 1997./98. Kao trener, redom je vodio Newcastle United, West Bromwich Albion, Reading, Aston Villu i Kilmarnock. Također je bio pomoćni trener u Chelseaju, West Ham Unitedu i Liverpoolu. 
U svibnju 2019. godine, Clarke je postavljen za izbornika Škotske. Najveći uspjeh kao izbornik Škotske ostvario je u studenom 2020. godine kada je, pobjedom protiv Srbije u doigravanju za plasman na EURO 2020., odveo Škotsku na to natjecanje. Ovim uspjehom Škotska izborila sudjelovanje na nekom velikom nogometnom natjecanju u 21. stoljeću.

## Priznanja

### Kao igrač

#### Individualna
- Igrač godine Chelseaja: 1993./94.
- Stogodišnjica Chelseaja – početnih jedanaest: 2004./05.[4]

#### Klupska
Chelsea
- FA kup: 1996./97.[5]
- Engleski Liga kup: 1997./98.[6]
- Kup pobjednika kupova: 1997./98.[7]

### Kao trener

#### Individualna
- Škotski trener godine prema izboru Scottish Football Writers' Associationa: 2017./18,[8] 2018./19.[9]
- Škotski trener godine prema izboru PFA Scotlanda: 2018./19.[10]
- Trener godine Scottish Professional Football Leaguea: 2018./19.[11]
- Trener mjeseca FA Premier lige: studeni 2012.[12]
- Trener mjeseca Scottish Professional Football Leaguea: prosinac 2017.,[13] veljača 2018.,[14] ožujak 2018.[15]

## Vanjske poveznice
- Profil, Soccerbase
- Profil, Škotski nogometni savez (kao igrač)
- Profil  Arhivirana inačica izvorne stranice od 23. rujna 2021. (Wayback Machine), Škotski nogometni savez (kao trener)